# Otočić Lutrošnjak
Otočić Lutrošnjak är en ö i Kroatien.   Den ligger i länet Zadars län, i den sydvästra delen av landet, 200 km sydväst om huvudstaden Zagreb. Arean är 0,17 kvadratkilometer.
Terrängen på Otočić Lutrošnjak är platt. Öns högsta punkt är 11 meter över havet. Den sträcker sig 0,6 kilometer i nord-sydlig riktning, och 0,5 kilometer i öst-västlig riktning.